# Kathryn Crosby
Olive Kathryn Grandstaff (West Columbia, 25 de noviembre de 1933-Hillsborough, California, 20 de septiembre de 2024), conocida como Kathryn Crosby, fue una actriz y cantante estadounidense que actuó también con los nombres artísticos de Kathryn Grant y Kathryn Grandstaff.

## Biografía

### Primeros años y educación
Nació Olive Kathryn Grandstaff el 25 de noviembre de 1933, en West Columbia, una ciudad a 55 m (88 km) de Houston, Texas. Fue hija de Delbert Emery Grandstaff Sr. y de Olive Catherine Stokely. Tuvo cuatro hermanos. Ella, a los tres años, fue Splash Day Princess; en Corpus Christi, a los quince, fue Miss Buccaneer Navy; en Corpus Christi, después, Miss Splash Day Princess, Reina del Fat Stock Show de Houston de 1950 y de Livestock Exposition. Fue finalista de Miss Texas 1952 y Reina de los Houston Buffaloes. Se graduó de la Universidad de Texas en Austin con una licenciatura en Bellas Artes en 1955. Dos años más tarde se convirtió en la segunda esposa de Bing Crosby, quien era más de treinta años mayor. La pareja tuvo tres hijos, Harry, Mary Frances y Nathaniel Crosby.

### Carrera

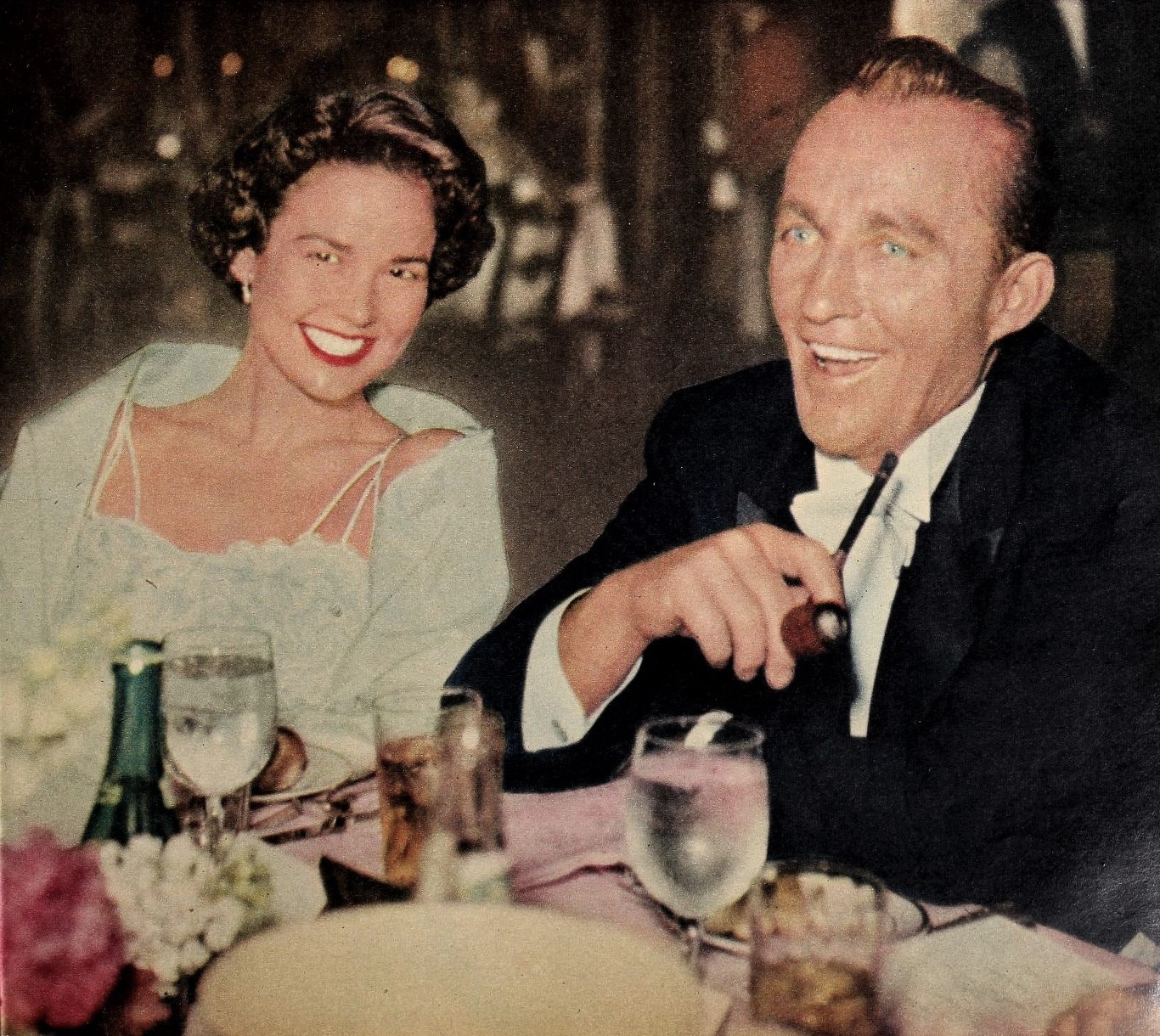
Crosby con su marido Bing Crosby, 1958.

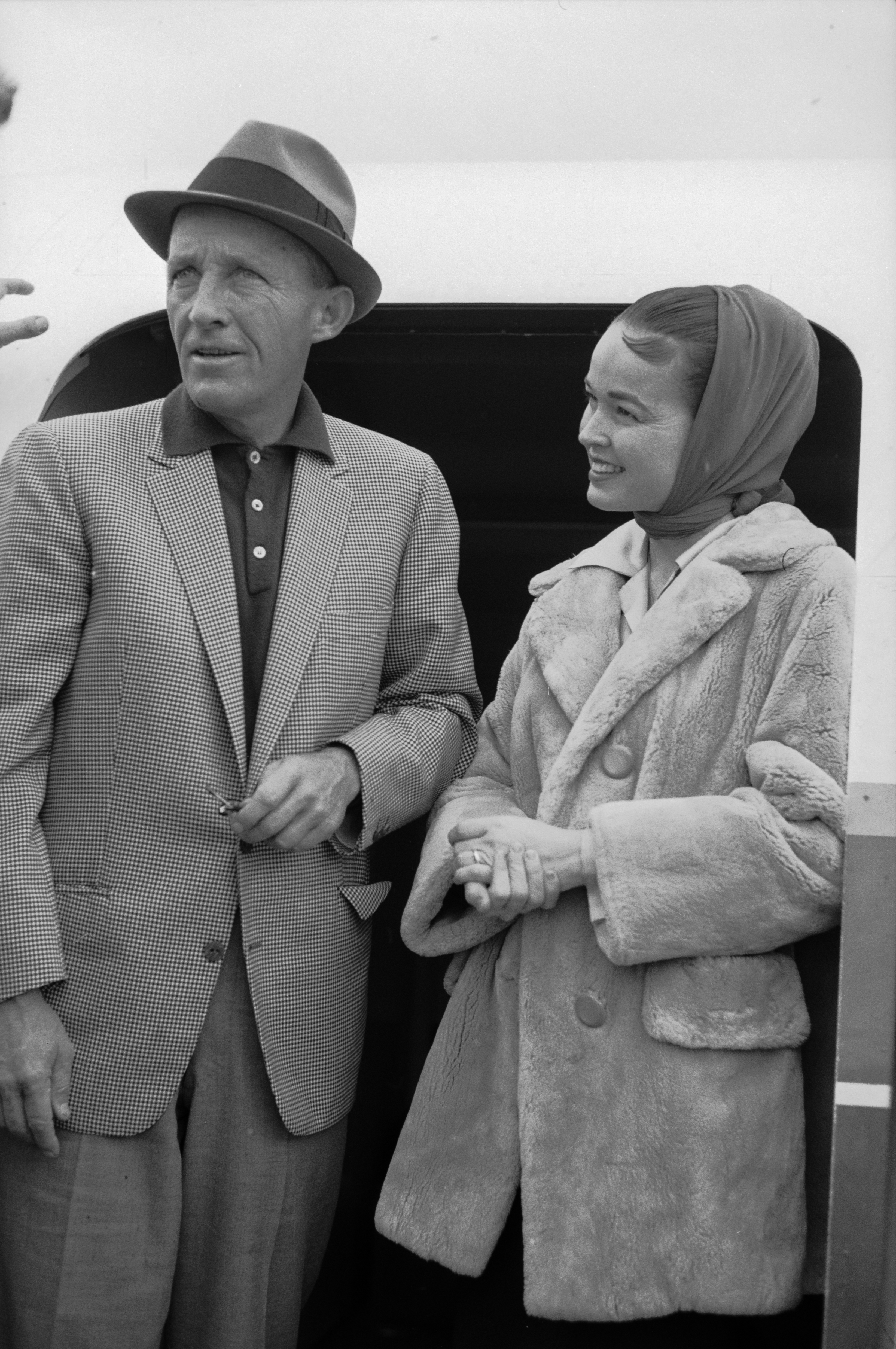
Crosby con su esposo Bing Crosby, en 1960.

Apareció como estrella invitada en la comedia de situación de ABC de 1964-1965 de su marido, The Bing Crosby Show.
Crosby se retiró en gran medida de la actuación después de su matrimonio, pero sí tuvo papeles destacados como la princesa Parisa en Simbad y la princesa (1958) y en el drama judicial Anatomía de un asesinato (1959). También coprotagonizó con Jack Lemmon la comedia Operation Mad Ball (1957), con Tony Curtis en el drama El temible Mr. Cory (1957) y como una trapecista en El gran circo (1959). A mediados de la década de 1970 presentó The Kathryn Crosby Show, un programa de entrevistas local de 30 minutos en KPIX-TV en San Francisco. Su marido aparecía ocasionalmente como invitado. Desde la muerte de Bing Crosby en 1977, asumió algunos papeles más pequeños y el papel principal en el efímero musical de Broadway de 1996 State Fair.
El 16 de junio de 1963, Crosby se graduó como enfermera titulada después de estudiar en el Hospital Queen of Angels de Los Ángeles.
Durante 16 años, hasta 2001, Crosby fue anfitriona del Torneo Nacional de Golf de Crosby en el Bermuda Run Country Club en Bermuda Run, Carolina del Norte. Un puente cercano que lleva la U.S. Route 158 sobre el río Yadkin lleva el nombre de Kathryn Crosby.
El 4 de noviembre de 2010, Crosby resultó gravemente herida en un accidente automovilístico en Sierra Nevada que mató a su segundo marido, Maurice William Sullivan, de 85 años, con quien se había casado en el 2000.
El 1 de junio de 2014, Crosby cantó en un tributo a Rodgers & Hart.

## Filmografía

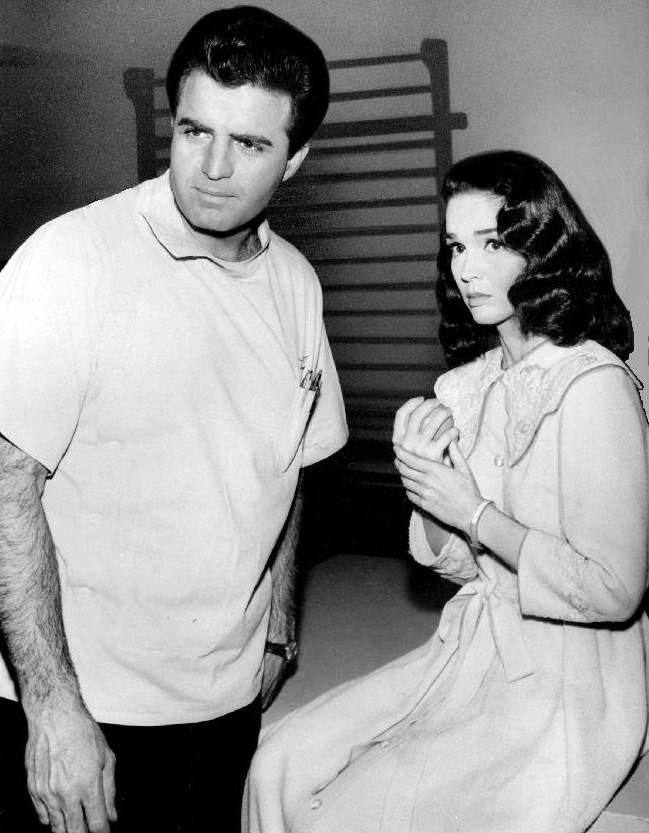
Crosby con Vince Edwards como estrella invitada en Ben Casey, 1965.

- Cumbres doradas (1953) - Showgirl (sin acreditar)
- Hoguera de odios (1953) - Miss Mason (sin acreditar)
- Forever Female (1953) - Joven esperanzada (sin acreditar)
- Casanova's Big Night (1954) - Chica en el puente (sin acreditar)
- Viviendo su vida (1954) - Manicurista (sin acreditar)
- La ventana indiscreta (1954) - Chica en la fiesta del compositor (sin acreditar)
- Unchained (1955) - Sally Haskins (sin acreditar)
- Testimonio fatal (1955) - Chica de luna de miel (sin acreditar)
- Cell 2455 Death Row (1955) - Jo-Anne
- 5 Against the House (1955) - Jean, mujer joven en un club nocturno (sin acreditar)
- The Phenix City Story (1955) - Ellie Rhodes
- Mi hermana Elenan (1955) - Joven esperanzada (sin acreditar)
- Storm Center (1956) - Hazel Levering
- Reprisal! (1956) - Taini
- The Wild Party (1956) - Cariño
- El temible Mr. Cory (1957) - Jen Vollard
- The Guns of Fort Petticoat (1957) - Anne Martin
- The Night the World Exploded (1957) - Laura Hutchinson
- Operation Mad Ball (1957) - Teniente Betty Bixby
- Los hermanos Rico (1957) - Norah Malaks Rico
- Gunman's Walk (1958) - Clee Chouard
- Simbad y la princesa (1958) - Princesa Parisa
- Anatomía de un asesinato (1959) - Mary Pilant
- The Big Circus (1959) - Jeannie Whirling
- 1001 Arabian Nights (1959) - Princesa Yasminda (voz)